# خوزه بلو امیگو
خوزه بلو امیگو (انگلیسی: José Bello Amigo؛ زادهٔ ۵ نوامبر ۱۹۷۸) بازیکن فوتبال اهل استرالیا است.